# Бастид де Серу
Бастид де Серу (фр. La Bastide-de-Sérou) насеље је и општина у јужној Француској у региону Миди Пирене, у департману Арјеж која припада префектури Фоа.
По подацима из 2011. године у општини је живело 959 становника, а густина насељености је износила 21,99 становника/km². Општина се простире на површини од 43,62 km². Налази се на средњој надморској висини од 406 метара (максималној 692 m, а минималној 354 m).

## Демографија
| 1962. | 1968. | 1975. | 1982. | 1990. | 1999. | 2011. |
| ----- | ----- | ----- | ----- | ----- | ----- | ----- |
| 1.028 | 962   | 941   | 962   | 933   | 907   | 959   |

График промене броја становника у току последњих година